# Borrador de pizarra

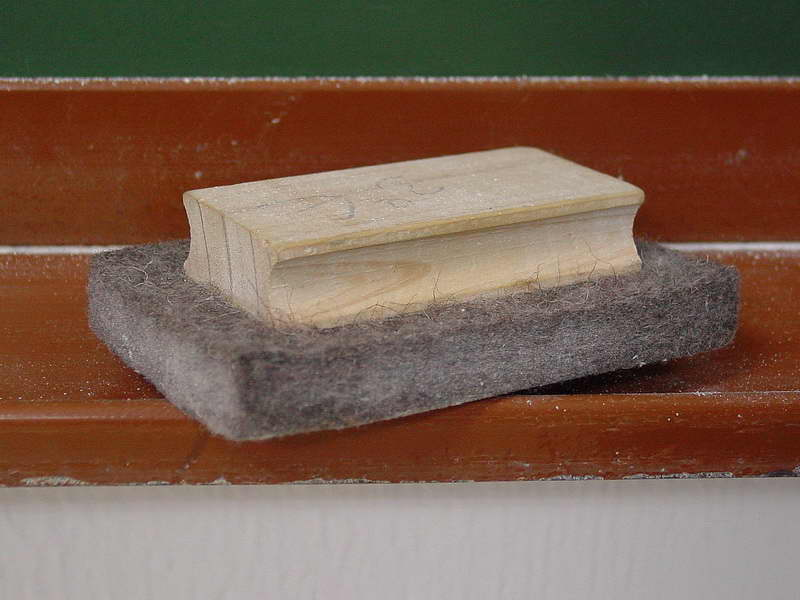
Borrador de pizarra negra

Un borrador de pizarra es una herramienta que se utiliza principalmente para borrar los rastros de yeso o de rotulador de las pizarras. Un borrador consiste en un bloque de madera como mango al que se adjunta un pequeño cojín de fieltro.Algunos borradores suelen ser magnéticos o imantados, con imanes dentro de los borradores. Estos se pueden adherir a cualquier base o cosa hecha con metales, esto ayuda a que el borrador sea guardado más fácilmente. La mayoría de estos borradores tienen un mango de madera, pero algunos suelen ser de plástico o de goma eva (Foamy) Siendo estos últimos los que más suelen estar imantados, más comunes en borradores para tableros de acrílico.  

## Historia de la creación de los borradores
borradores de fieltro con mango fueron inventados hacia 1863 por John L. Hammett, propietario de algunas tiendas que vendían y creaban productos escolares en Rhode Island y después en Boston. Se vendían pizarras, yesos, etc., y lo hizo para sustituir los «paños cortados exprofeso» o incluso «trapos viejos» que se utilizaban para borrar y eliminar las marcas de tiza de las pizarras de las escuelas, oficinas y otros lugares.

## Pizarra blanca

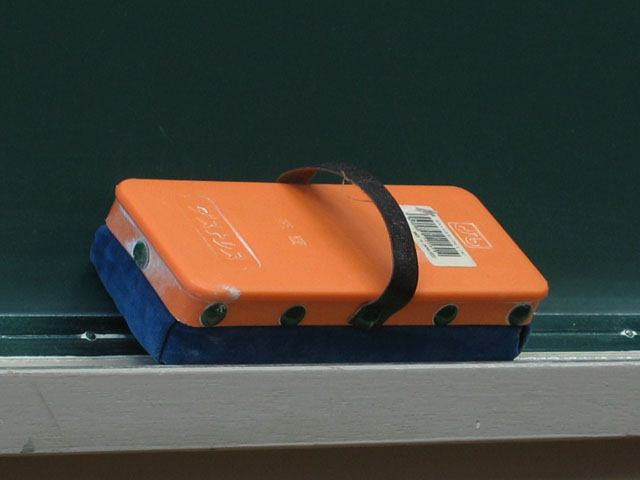
Borrador de pizarra blanca

Como alternativa a las pizarras tradicionales, actualmente suele utilizarse una pizarra blanca que utiliza rotuladores y otro tipo de borrador parecido a una esponja.

## Pizarras sin borrador
Sustituyendo a las pizarras están las pizarras digitales, pizarras interactivas que se pueden controlar con una computadora y que no necesitan dicho borrador para limpiarlas. Por otra parte, a menudo se utiliza una pantalla y un proyector.

## Limpieza
Dado que el borrador se utiliza para frotar la pizarra y sacar el yeso, este se pega al fieltro del borrador. Para limpiarlo y quitar el polvo de yeso, se puede utilizar un paño húmedo, aunque que a menudo se limpia golpeando la parte de fieltro del borrador con una regla, como también se puede golpear contra una pared, Con cualquiera de estos sistemas se elimina el polvo  del borrador, pero hay que tener en cuenta que inhalar este polvo es malo para las vías respiratorias así que se recomienda hacerlo en el exterior.